# História da sustentabilidade
A história da sustentabilidade abrange a evolução conceitual e prática de ideias relacionadas ao desenvolvimento sustentável, conservação ambiental e gestão responsável de recursos naturais desde os precursores pré-industriais até os acordos internacionais contemporâneos. O desenvolvimento histórico da sustentabilidade como conceito formal reflete uma crescente conscientização sobre os limites planetários e a necessidade de equilibrar desenvolvimento econômico, proteção ambiental e justiça social.

## Precursores pré-industriais e século XIX

### Raízes históricas e consciência ambiental primitiva
Evidências históricas documentam preocupações sobre degradação ambiental resultante de atividades humanas desde aproximadamente 500 a.C. Autores antigos e progressistas discutiram colapsos civilizacionais relacionados ao manejo inadequado de recursos naturais, estabelecendo precedentes para o pensamento sustentável moderno. Práticas agroflorestais integradas, manejo rotativo de culturas e conservação de solos através de métodos tradicionais caracterizaram sistemas pré-industriais que reconheciam a interdependência entre atividades humanas e ecossistemas naturais.

### George Perkins Marsh e "Man and Nature" (1864)
George Perkins Marsh publicou em 1864 a obra seminal Man and Nature; or, Physical Geography as Modified by Human Action (revisada em 1874 como The Earth as Modified by Human Action), considerada o texto mais influente de sua época ao lado de On the Origin of Species de Darwin. A obra desafiou a crença predominante de que o impacto humano na natureza era benigno, argumentando que civilizações antigas do Mediterrâneo causaram seu próprio colapso através do abuso ambiental.
Marsh utilizou evidências históricas para demonstrar que o desmatamento das montanhas mediterrâneas causou erosão do solo e destruição da fertilidade natural que sustentava o bem-estar civilizacional. Lewis Mumford caracterizou a obra como "a fonte do movimento conservacionista", estabelecendo precedente metodológico fundamental para a história ambiental moderna através da integração entre cultura, natureza, ciência e história.

### Impacto da Revolução Industrial (1750-1850)
A Primeira Revolução Industrial (1760-1840) marcou uma transformação paradigmática no relacionamento entre humanidade e meio ambiente. A queima massiva de carvão liberou grandes quantidades de fuligem e enxofre na atmosfera, contribuindo para má qualidade do ar, chuva ácida e impactos climáticos de longo prazo. A demanda industrial por madeira causou devastação em larga escala das florestas, promovendo o desenvolvimento de uma consciência ambiental incipiente.
O Movimento Romântico representou uma resposta intelectual à industrialização, com figuras como William Cullen Bryant, Ralph Waldo Emerson e Henry David Thoreau desafiando a visão estritamente utilitária da natureza. Thoreau contribuiu pioneiramente para a ecologia científica através de The Succession of Forest Trees (1860), a primeira teoria científica de sucessão florestal.

### Primeiros movimentos conservacionistas organizados

#### Silvicultura científica na Índia britânica
O movimento de conservação científica moderno emergiu na Índia britânica entre 1842-1865, estabelecendo três princípios fundamentais: (1) atividade humana danifica o ambiente, (2) dever cívico de manter o ambiente para gerações futuras, e (3) métodos científicos empíricos devem ser aplicados na gestão ambiental.
Dietrich Brandis, conhecido como "Pai da Silvicultura Tropical", foi nomeado primeiro Inspetor Geral de Florestas da Índia em 1864 e estabeleceu o Imperial Forest School em Dehradun. O Indian Forest Act de 1865 representou a primeira legislação ambiental abrangente, estabelecendo categorização de florestas (Reservadas, Protegidas e de Aldeia) e precedente legal para propriedade estatal sobre recursos florestais.

#### Conservacionismo americano
Nos Estados Unidos, o estabelecimento do Parque Nacional de Yellowstone em 1872 marcou o primeiro parque nacional mundial. John Muir fundou o Sierra Club em 1892, consolidando o movimento preservacionista americano. O desenvolvimento de políticas conservacionistas ganhou impulso sob a presidência de Theodore Roosevelt, que criou a primeira Reserva Nacional de Aves em 1903.

## Século XX: emergência do ambientalismo moderno

### Marcos científicos e publicações influentes (1900-1970)
O século XX testemunhou a institucionalização progressiva da consciência ambiental através de marcos científicos, literários e políticos fundamentais.

#### Rachel Carson e "Silent Spring" (1962)
Rachel Carson publicou Silent Spring em 27 de setembro de 1962, estabelecendo princípios científicos fundamentais que incluem biomagnificação (demonstrou como DDT se acumula na cadeia alimentar), resistência de pragas e ecologia sistêmica através do conceito de interdependência ecológica. A obra recebeu reconhecimento da American Chemical Society como marco histórico da química e continua sendo citada como documento fundacional na literatura ambiental contemporânea.
As consequências políticas incluíram a formação do Comitê Científico Presidencial para revisão de pesticidas (1962-1963), criação da EPA (Environmental Protection Agency) em 1970 e banimento do DDT para uso agrícola nos Estados Unidos em 1972.

#### Clube de Roma e "The Limits to Growth" (1972)
O Clube de Roma comissionou uma análise computacional liderada por Dennis Meadows utilizando o modelo World3 desenvolvido por Jay Forrester no MIT. O relatório The Limits to Growth, publicado em 2 de março de 1972, examinou cinco variáveis sistêmicas: população, produção alimentar, industrialização, poluição e recursos não-renováveis.
Análises posteriores da Commonwealth Scientific and Industrial Research Organisation (CSIRO, 2008) demonstraram que dados de 1970-2000 seguem o cenário "business-as-usual" do modelo, com projeções de crescimento populacional e industrial mostrando-se precisas. O relatório introduziu modelagem computacional em política ambiental e manteve a validade da tese básica sobre crescimento infinito em planeta finito.

### Conferência de Estocolmo (1972)
A Conferência das Nações Unidas sobre o Meio Ambiente Humano realizou-se em Estocolmo entre 5-16 de junho de 1972, com participação de 113 países e estabelecimento dos fundamentos da governança ambiental global moderna.
A iniciativa sueca, liderada diplomaticamente por Börje Billner e fundamentada cientificamente por Hans Palmstierna, resultou na aprovação unânime da Resolução UNGA 2398 em 3 de dezembro de 1968. A conferência produziu análise sistemática de 63 relatórios nacionais preparatórios, identificando industrialização e poluição (84% dos países), crescimento populacional (68%) e pobreza e subdesenvolvimento (51%) como principais problemas ambientais globais.
Os resultados institucionais incluíram a criação do PNUMA (United Nations Environment Programme), primeira agência da ONU sediada em país em desenvolvimento (Nairobi), e estabelecimento dos 26 Princípios de Estocolmo para governança ambiental global.

### Movimento ambientalista de massa
O Primeiro Dia da Terra, realizado em 22 de abril de 1970, mobilizou 20 milhões de americanos, representando a maior demonstração na história dos Estados Unidos até aquela data. O movimento experimentou crescimento organizacional exponencial: participação em organizações conservacionistas cresceu de 123.000 (1960) para 819.000 (1970).

## Era dos grandes acordos ambientais (1970-2024)

### Relatório Brundtland "Our Common Future" (1987)
A Comissão Mundial sobre Meio Ambiente e Desenvolvimento (WCED), estabelecida em 1983 e presidida por Gro Harlem Brundtland, publicou Our Common Future em 1987. O relatório estabeleceu a definição canônica de desenvolvimento sustentável: "desenvolvimento que satisfaz as necessidades do presente sem comprometer a habilidade das gerações futuras de atender suas próprias necessidades".
A obra gerou o nascimento da disciplina da economia ambiental e introduziu o termo "sustainability" no vocabulário político internacional. Análises bibliométricas documentam mais de 15.255 citações no Google Scholar e 2.434 papers citando o relatório entre 1987-2001, demonstrando impacto acadêmico duradouro.

### Conferência do Rio de Janeiro (1992)
A Conferência das Nações Unidas sobre Meio Ambiente e Desenvolvimento (Rio-92) realizou-se entre 3-14 de junho de 1992, com participação de 172 governos (108 representados por chefes de Estado), 1.400+ ONGs e 17.000 participantes em eventos paralelos.
A conferência produziu marcos fundamentais incluindo a Agenda 21 (plano de ação abrangente com 40 capítulos), Declaração do Rio (27 princípios universais incluindo responsabilidade comum mas diferenciada), e estabelecimento das três convenções do Rio: UNFCCC (United Nations Framework Convention on Climate Change), Convenção sobre Diversidade Biológica e Convenção de Combate à Desertificação.

### Desenvolvimento dos três pilares da sustentabilidade
A evolução conceitual dos três pilares da sustentabilidade (social, ambiental, econômico) não possui ponto único de origem, mas representa emergência gradual de críticas ao status quo econômico. A IUCN (International Union for Conservation of Nature) World Conservation Strategy de 1980 constituiu a primeira menção formal de desenvolvimento sustentável considerando fatores sociais, ecológicos e econômicos.
Barbier (1987) publicou o primeiro diagrama de três círculos intersectados, enquanto o Relatório Brundtland consolidou a abordagem tripla sem denominação explícita de "pilares". A descrição formal dos três pilares tornou-se visão comum na literatura acadêmica a partir de 2001.

### Protocolo de Kyoto e primeiros acordos climáticos
O Protocolo de Kyoto, negociado na COP3 em 1997 e em vigor desde 16 de fevereiro de 2005, adotou abordagem "top-down" com metas mandatórias para países desenvolvidos. A rejeição pelos Estados Unidos, formalizada pela Resolução Byrd-Hagel (aprovada 95-0 no Senado), limitou significativamente a efetividade do protocolo.

### Agenda 2030 e Objetivos de Desenvolvimento Sustentável
A Agenda 2030 para o Desenvolvimento Sustentável, adotada por 193 países em 25 de setembro de 2015, estabeleceu 17 Objetivos de Desenvolvimento Sustentável (ODS) com 169 metas e 232 indicadores. Análises cientométricas documentam crescimento exponencial da pesquisa (R² > 96%) com 5.281 artigos acadêmicos sobre ODS publicados entre 2015-2020.
Estudos bibliométricos identificam lacunas de pesquisa, com ODS sociais (equidade, desenvolvimento social, governança) permanecendo subpesquisados relativamente aos ODS ambientais, especialmente mudanças climáticas (ODS 13).

### Acordo de Paris (2015)
O Acordo de Paris, adotado em 12 de dezembro de 2015 durante a COP21 e em vigor desde 4 de novembro de 2016, representa transição para abordagem "pledge-and-review" com NDCs (Nationally Determined Contributions) universais. O acordo estabeleceu meta de limitar aquecimento global a 1,5°C acima dos níveis pré-industriais, com revisões periódicas das contribuições nacionais.

## Dados históricos e tendências contemporâneas

### Crescimento exponencial das emissões
As emissões globais de CO₂ experimentaram crescimento exponencial: de aproximadamente 10 milhões de toneladas em 1850 para 37,01 bilhões de toneladas em 2023. Os Estados Unidos acumulam ~560 GtCO₂ (21% do total histórico 1850-2023), seguidos pela China com ~340 GtCO₂ (15% do total histórico). Desenvolvimentos em biocombustíveis sustentáveis representam alternativas importantes para reduzir essas emissões.
A concentração atmosférica de CO₂ atingiu 422,8 ppm em 2024, representando aumento de 50% relativamente aos níveis pré-industriais, com taxa atual de crescimento de 2,6 ppm/ano na última década.

### Participação internacional crescente
A participação em conferências ambientais internacionais cresceu significativamente: de 113 países em Estocolmo (1972) para 195 países no Acordo de Paris (2015). Dados de participação nas COPs da UNFCCC (1991-2023) documentam 27.470 delegações únicas e 310.200 participantes ao longo de 32 anos.

### Desafios contemporâneos (2020-2024)
O período 2020-2024 caracteriza-se por intensificação dos desafios climáticos apesar dos avanços institucionais. 2023 registrou emissões recordes (37,01 bilhões de toneladas de CO₂), enquanto 2024 apresentou maior aumento anual de CO₂ atmosférico já registrado (3,75 ppm). Simultaneamente, 99% da população global permanece exposta a níveis de poluição do ar que excedem diretrizes da OMS.

## Legado acadêmico e institucional
A história da sustentabilidade demonstra continuidade conceitual entre os três princípios da conservação do século XIX (dano humano, dever intergeracional, métodos científicos) e os fundamentos da sustentabilidade contemporânea. Estruturas institucionais criadas historicamente (serviços florestais, parques nacionais, legislação ambiental) formaram base para o movimento ambiental moderno.
Análises bibliométricas confirmam que marcos históricos como Silent Spring, The Limits to Growth e o Relatório Brundtland permanecem citados e influentes na literatura contemporânea, demonstrando significância duradoura para a governança ambiental global. A evolução epistemológica da visão da natureza como recurso inesgotável (século XVIII-início XIX) para reconhecimento da finitude e vulnerabilidade (meados século XIX) e institucionalização de práticas conservacionistas (final século XIX) estabeleceu fundamentos para abordagens sistêmicas contemporâneas.